# 염장고기

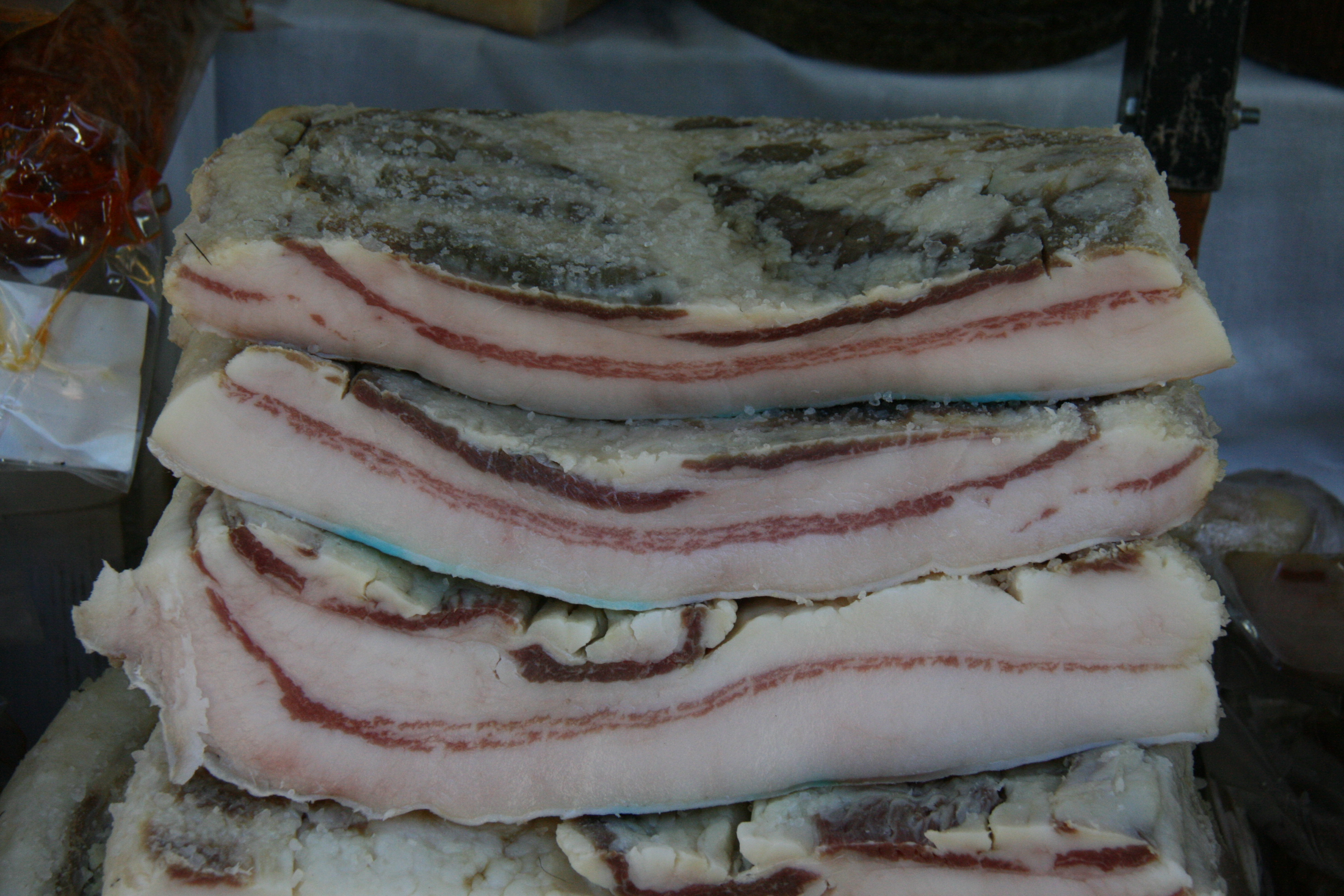
염장한 이베리아돼지 삼겹살

염장고기란 고기를 염장 방식을 사용해 비상식량 등으로 보존한 것이며, 보통은 소금이 사용되지만 때때로 소금물을 이용하기도 한다. 19세기 이후부터 고기 등의 식품 저장 방식으로 염장이 많이 사용되면서 염장고기 또한 대중화되었으며, 대표적으로 베이컨이나 훈제한 청어 등이 있다. 때때로 정크(junk)라고도 한다.
염장고기는 제조 과정에서 각종 세균 등의 대부분의 미생물을 박멸시키는 특징이 있으며, 염장 이후 훈제 내지는 화학 물질을 이용해 염장고기에 포함된 소금의 농도를 줄이는 작업을 거친다.
염장고기는 북아프리카, 화난, 스칸디나비아, 러시아, 북극 지방 등 세계 각지에서 이용되었으며, 특히 대항해시대 당시 장기간 음식을 보존할 필요성이 있는 선원들의 필수 식량이 되었다. 이후 영국 왕립해군에서 염장고기 및 염장 과정으로 제조된 하드택, 오트밀을 군인들의 주식으로 제공했으며, 20세기 초에도 대형 선박에 냉장고의 보급이 저조해 장기간 항해가 필요한 경우 염장고기를 식량으로 비축하였다.
영국 연방에서는 염장고기의 일종인 콘드 비프가 발전했으며, 각 지역별로 제조법 등에 따라 맛의 차이가 있다.

## 같이 보기
- 염장
- 마른고기
- 훈제고기
- 콘드 비프